# Нижняя Сасандра
Нижняя Сасандра (Ба-Сасандра; фр. Bas-Sassandra) — область до 2011 года на юго-западе Кот-д’Ивуара.
- Административный центр — город Сан-Педро.
- Площадь — 26 440 км², население — 2 037 628 человек (2010 год).

## География
На северо-западе граничила с областью Муайен-Кавелли, на севере с областью Верхняя Сасандра, на северо-востоке с областью Фромаже, на востоке с областью Сюд-Бандама, на западе с Либерией. На юге омывается водами Гвинейского залива.

## Административное деление
Делится на 5 департаментов:
- Сан-Педро
- Сасандра
- Субре
- Табу
- Гвейо (с 2008 г.)